# Paris Saint-Germain Football Club 2011-2012
Questa voce raccoglie le informazioni riguardanti il Paris Saint-Germain Football Club nelle competizioni ufficiali della stagione 2011-2012.

## Stagione
Nell'estate 2011, la società diviene proprietà della Qatar Investment Authority. Il calciomercato segna l'arrivo di vari talenti dalla Serie A: Sirigu, Sissoko, Ménez, Pastore. Durante la sosta natalizia, malgrado il primo posto in Ligue 1, l'allenatore Kombouaré viene sostituito da Ancelotti. Nel girone di ritorno, i parigini subiscono la rimonta del Montpellier che si aggiudica il titolo a loro danno.

## Maglie e sponsor
Vengono confermati sia lo sponsor tecnico (Nike), in uso dal 1989, sia quello ufficiale (Fly Emirates).
| Casa | Trasferta | 3ª Divisa |

| 1ª portiere | 2ª portiere | 3ª portiere |

## Rosa[5]
| N. |                           | Ruolo | Calciatore               |
| -- | ------------------------- | ----- | ------------------------ |
| 1  | Francia (bandiera)        | P     | Nicolas Douchez          |
| 2  | Brasile (bandiera)        | D     | Ceará                    |
| 3  | Francia (bandiera)        | D     | Mamadou Sakho (capitano) |
| 4  | Serbia (bandiera)         | D     | Milan Biševac            |
| 5  | Costa d'Avorio (bandiera) | D     | Siaka Tiéné              |
| 6  | Francia (bandiera)        | D     | Zoumana Camara           |
| 7  | Francia (bandiera)        | C     | Jérémy Ménez             |
| 8  | Francia (bandiera)        | A     | Péguy Luyindula          |
| 9  | Francia (bandiera)        | A     | Guillaume Hoarau         |
| 10 | Brasile (bandiera)        | A     | Nenê                     |
| 11 | Turchia (bandiera)        | A     | Mevlüt Erdinç            |
| 12 | Francia (bandiera)        | C     | Mathieu Bodmer           |
| 13 | Brasile (bandiera)        | D     | Alex                     |
| 14 | Francia (bandiera)        | C     | Blaise Matuidi           |
| 15 | Uruguay (bandiera)        | D     | Diego Lugano             |
| 16 | Francia (bandiera)        | P     | Alphonse Areola          |

| N. |                               | Ruolo | Calciatore                     |
| -- | ----------------------------- | ----- | ------------------------------ |
| 17 | Congo-Léopoldville (bandiera) | C     | Granddi N'Goyi                 |
| 17 | Brasile (bandiera)            | D     | Maxwell                        |
| 18 | Francia (bandiera)            | A     | Loris Arnaud                   |
| 19 | Francia (bandiera)            | A     | Kevin Gameiro                  |
| 20 | Francia (bandiera)            | C     | Clément Chantôme               |
| 21 | Haiti (bandiera)              | A     | Jean-Eudes Maurice             |
| 22 | Francia (bandiera)            | D     | Sylvain Armand (vice capitano) |
| 23 | Mali (bandiera)               | C     | Mohamed Sissoko                |
| 25 | Francia (bandiera)            | A     | Jean-Christophe Bahebeck       |
| 26 | Francia (bandiera)            | D     | Christophe Jallet              |
| 27 | Argentina (bandiera)          | C     | Javier Pastore                 |
| 28 | Francia (bandiera)            | D     | Loïck Landre                   |
| 28 | Italia (bandiera)             | C     | Thiago Motta                   |
| 29 | Francia (bandiera)            | C     | Neeskens Kebano                |
| 30 | Italia (bandiera)             | P     | Salvatore Sirigu               |
| 40 | Francia (bandiera)            | P     | Ronan Le Crom                  |

## Calciomercato

### Sessione estiva(dall'1/7 al 31/8)
Alla fine della stagione 2010-2011 la Qatar Investment Authority ha acquistato il club parigino, permettendo l'aumento del budget in vista della finestra estiva del calciomercato. Al contempo il ritiro di Coupet e di Makelele e la cessione al Monaco di Giuly sanciscono la fine del progetto portato avanti nell'era Colony Capital che prevedeva di basare la squadra su giocatori molto esperti.
Tra le prime mosse della nuova dirigenza c'è stata l'ingaggio di Leonardo come direttore sportivo. L'ex allenatore interista, già giocatore, dirigente e allenatore del Milan, è riuscito a portare con sé in Francia diversi giocatori del campionato italiano come il trequartista francese Jérémy Ménez dalla Roma per 8 milioni di euro, il portiere Salvatore Sirigu dal Palermo per quasi 4 milioni, il centrocampista maliano Mohamed Sissoko dalla Juventus per 7 milioni ed il fantasista argentino Javier Pastore, sempre dal Palermo, che è stato pagato 43 milioni di euro, rendendolo così il trasferimento più costoso della storia della squadra, dell'intero calcio francese e il quindicesimo in assoluto. Altri acquisti operati dalla nuova dirigenza sono stati il capitano della Nazionale uruguaiana, il difensore Diego Lugano, dal Fenerbahçe per 3 milioni, l'attaccante Kevin Gameiro del Lorient, pagato 11 milioni di euro, il difensore serbo Milan Biševac dal Valenciennes a 3,2 milioni di euro e il centrocampista francese Blaise Matuidi dal Saint-Étienne a 8 milioni di euro.
| Acquisti | Acquisti           | Acquisti      | Acquisti                   |
| R.       | Nome               | da            | Modalità                   |
| -------- | ------------------ | ------------- | -------------------------- |
| P        | Nicolas Douchez    | Rennes        | svincolato                 |
| P        | Salvatore Sirigu   | Palermo       | definitivo (3,9 milioni €) |
| D        | Diego Lugano       | Fenerbahçe    | definitivo (3 milioni €)   |
| D        | Milan Biševac      | Valenciennes  | definitivo (3,2 milioni €) |
| C        | Blaise Matuidi     | Saint-Étienne | definitivo (8 milioni €)   |
| C        | Mohamed Sissoko    | Juventus      | definitivo (7 milioni €)   |
| C        | Javier Pastore     | Palermo       | definitivo (43 milioni €)  |
| C        | Granddi N'Goyi     | Brest         | fine prestito              |
| A        | Younousse Sankharé | Digione       | fine prestito              |
| A        | Loris Arnaud       | Angers        | fine prestito              |
| A        | Jérémy Ménez       | Roma          | definitivo (8 milioni €)   |
| A        | Kevin Gameiro      | Lorient       | definitivo (11 milioni €)  |

| Cessioni | Cessioni           | Cessioni        | Cessioni         |
| R.       | Nome               | a               | Modalità         |
| -------- | ------------------ | --------------- | ---------------- |
| P        | Grégory Coupet     |                 | fine carriera    |
| P        | Apoula Edel        | Hapoel Tel Aviv | svincolato       |
| P        | Mathieu Sail       |                 | svincolato       |
| D        | Mickaël Paupin     |                 | svincolato       |
| D        | Sammy Traoré       |                 | svincolato       |
| C        | Younousse Sankharé | Digione         | definitivo (0 €) |
| C        | Tripy Makonda      | Brest           | definitivo (0 €) |
| C        | Jérémy Clément     | Saint-Étienne   | definitivo (0 €) |
| C        | Claude Makélélé    |                 | fine carriera    |
| C        | Kévin Rimane       | Boulogne        | svincolato       |
| C        | Florian Makhedjouf | Sedan           | svincolato       |
| C        | Adama Touré        | Lorient         | svincolato       |
| C        | Granddi N'Goyi     | Nantes          | prestito         |
| A        | Jean-Eudes Maurice | Lens            | prestito         |
| A        | Ludovic Giuly      | Monaco          | svincolato       |
| A        | Yacine Qasmi       | Rennes          | svincolato       |

### Sessione invernale (dal 3/1 al 31/1)
Le spese del club francese atte a rinforzare la rosa continuano anche nella sessione invernale di mercato: oltre al portiere francese svincolato Ronan Le Crom, vengono acquistati i due difensori brasiliani Maxwell e Alex, rispettivamente dal Barcellona per 3,5 milioni di euro e dal Chelsea per 5 milioni, e il centrocampista italo-brasiliano Thiago Motta dall'Inter per 11 milioni e mezzo di euro. L'unica entrata di denaro è relativa alla cessione per 7 milioni e mezzo di euro dell'attaccante turco Mevlüt Erdinç al Rennes.
| Acquisti | Acquisti      | Acquisti   | Acquisti                    |
| R.       | Nome          | da         | Modalità                    |
| -------- | ------------- | ---------- | --------------------------- |
| P        | Ronan Le Crom |            | svincolato                  |
| D        | Maxwell       | Barcellona | definitivo (3,5 milioni €)  |
| D        | Alex          | Chelsea    | definitivo (5 milioni €)    |
| C        | Thiago Motta  | Inter      | definitivo (11,5 milioni €) |

| Cessioni | Cessioni      | Cessioni      | Cessioni                   |
| R.       | Nome          | a             | Modalità                   |
| -------- | ------------- | ------------- | -------------------------- |
| D        | Loïck Landre  | Clermont Foot | prestito                   |
| A        | Mevlüt Erdinç | Rennes        | definitivo (7,5 milioni €) |

## Risultati

### Ligue 1

#### Girone di andata
| Arbitro: | Wilfried Brien |

|  |           |             |
|  | Marcatori | 28’ Quercia |

| Arbitro: | Pascal Vileo |

|              |           |             |
| Pitroipa 88’ | Marcatori | 73’ Gameiro |

| Arbitro: | Olivier Thual |

|                             |           |             |
| Gameiro 39’ Nenê 64’ (rig.) | Marcatori | 45+1’ Gomis |

| Arbitro: | Lione Jaffredo |

|            |           |                                    |
| Capoue 39’ | Marcatori | 56’ Gameiro 90’ Erdinç 90+3’ Menez |

| Arbitro: | Saïd Ennjimi |

|             |           |  |
| Pastore 68’ | Marcatori |  |

| Arbitro: | Sébastien Moreira |

|                            |           |                        |
| Leroy 14’ Sagbo 20’ (rig.) | Marcatori | 43’ Pastore 80’ Bodmer |

| Arbitro: | Antony Gautier |

|                                    |           |                   |
| Nenê 36’ (rig.) Gameiro 71’ (rig.) | Marcatori | 61’ (rig.) Monzón |

| Arbitro: | Laurent Duhamel |

|  |           |                             |
|  | Marcatori | 39’ Gameiro 43’ 80’ Pastore |

| Arbitro: | Stéphane Lannoy |

|                        |           |  |
| Pastore 64’ Jallet 90’ | Marcatori |  |

| Arbitro: | Lionel Jaffredo |

|             |           |                    |
| Medjani 24’ | Marcatori | 2’ 50’ 53’ Gameiro |

| Arbitro: | Nicolas Rainville |

|              |           |  |
| Nenê 42’ 90’ | Marcatori |  |

| Arbitro: | Clément Turpin |

|                                                  |           |                         |
| Nenê 20’ (rig.) 76’ (rig.) Menez 55’ Pastore 88’ | Marcatori | 12’ Heurtaux 82’ Vandam |

| Arbitro: | Stéphane Lannoy |

|              |           |             |
| Gouffran 12’ | Marcatori | 10’ Sissoko |

| Arbitro: | Antony Gautier |

|  |           |           |
|  | Marcatori | 49’ Calvé |

| Arbitro: | Lionel Jaffredo |

|                                 |           |  |
| Rémy 9’ Amalfitano 65’ Ayew 84’ | Marcatori |  |

| Arbitro: | Wilfried Bien |

|                               |           |                      |
| Jallet 52’ Menez 76’ Nenê 80’ | Marcatori | 59’ Oliech 87’ Dudka |

| Arbitro: | Philippe Malige |

|  |           |             |
|  | Marcatori | 20’ Gameiro |

| Parigi 18 dicembre 2011, ore 21:00 CET 18ª giornata | Paris Saint-Germain | 0 – 0 referto | Lilla | Parc des Princes (45.195 spett.)\| Arbitro: \| Clément Turpin \| |
| Arbitro:                                            | Clément Turpin      |               |       |                                                                  |

| Arbitro: | Saïd Ennjimi |

|  |           |                    |
|  | Marcatori | 31’ (aut.) Ruffier |

#### Girone di ritorno
| Arbitro: | Alexandre Castro |

|                          |           |             |
| Nenê 38’ 68’ Pastore 56’ | Marcatori | 88’ Braaten |

| Arbitro: | Philippe Kalt |

|  |           |            |
|  | Marcatori | 6’ Biševac |

| Arbitro: | Saïd Ennjimi |

|                          |           |              |
| Nenê 47’ 78’ Gameiro 89’ | Marcatori | 45+1’ Cambon |

| Nizza 12 febbraio 2012, ore 17:00 CET 23ª giornata | Nizza             | 0 – 0 referto | Paris Saint-Germain | Stade Municipal du Ray (12.332 spett.)\| Arbitro: \| Bartolomeu Varela \| |
| Arbitro:                                           | Bartolomeu Varela |               |                     |                                                                           |

| Arbitro: | Tony Chapron |

|                     |           |                          |
| Alex 41’ Hoarau 88’ | Marcatori | 45+2’ Belhanda 82’ Utaka |

| Arbitro: | Fredy Fautrel |

|                                           |           |                                              |
| Gomis 34’ López 36’ Bastos 40’ Briand 58’ | Marcatori | 21’ 90+4’ Hoarau 45+2’ (rig.) Nenê 73’ Ceará |

| Arbitro: | Nicolas Rainville |

|                                             |           |             |
| Pastore 27’ Menez 29’ Hoarau 86’ Nenê 90+2’ | Marcatori | 42’ Poulard |

| Arbitro: | Philippe Malige |

|            |           |                         |
| Paulle 76’ | Marcatori | 49’ Tiéné 90+1’ Gameiro |

| Arbitro: | Alexandre Castro |

|                       |           |                          |
| Frau 54’ Heurtaux 71’ | Marcatori | 56’ Pastore 90+1’ Jallet |

| Arbitro: | Lionel Jaffredo |

|            |           |             |
| Hoarau 81’ | Marcatori | 77’ Diabaté |

| Arbitro: | Laurent Duhamel |

|                      |           |             |
| Traoré 18’ Mollo 89’ | Marcatori | 50’ Sissoko |

| Arbitro: | Antony Gautier |

|                   |           |             |
| Menez 6’ Alex 61’ | Marcatori | 59’ A. Ayew |

| Arbitro: | Jean-Charles Cailleux |

|               |           |          |
| Le Tallec 86’ | Marcatori | 23’ Nenê |

| Arbitro: | Wilfried Bien |

|                                                          |           |           |
| Pastore 6’ Motta 25’ Menez 43’ Nenê 55’ 59’ Armand 90+2’ | Marcatori | 12’ Maïga |

| Arbitro: | Pascal Vileo |

|                            |           |             |
| Hazard 71’ (rig.) Roux 79’ | Marcatori | 48’ Pastore |

| Arbitro: | Saïd Ennjimi |

|                             |           |  |
| Nenê 21’ (rig.) Pastore 88’ | Marcatori |  |

| Arbitro: | Fredy Fautrel |

|                                   |           |                                            |
| Aboubakar 8’ Gomis 11’ Cohade 80’ | Marcatori | 15’ Nenê 40’ Maxwell 45’ Matuidi 58’ Menez |

| Arbitro: | Tony Chapron |

|                         |           |  |
| Nenê 47’ 58’ 65’ (rig.) | Marcatori |  |

| Arbitro: | Laurent Duhamel |

|                   |           |                       |
| Monnet-Paquet 28’ | Marcatori | 61’ Pastore 75’ Motta |

### Coppa di Lega
| Arbitro: | Alexandre Castro |

|                                                     |           |                         |
| Sankharé 30’ (rig.) Bérenguer 32’ Jovial 61’ (rig.) | Marcatori | 16’ Bahebeck 20’ Erdinç |

### Coppa di Francia
| Arbitro: | Pascal Vileo |

|                  |           |                          |
| Maiga 73’ (rig.) | Marcatori | 53’ Pastore 90+3’ Lugano |

| Arbitro: | Antony Gautier |

|  |           |                              |
|  | Marcatori | 36’ 90’ Nenê 65’ 73’ Gameiro |

| Arbitro: | Wilfried Bien |

|  |           |          |
|  | Marcatori | 14’ Nenê |

| Arbitro: | Clément Turpin |

|                 |           |                                            |
| Nenê 19’ (rig.) | Marcatori | 25’ Källström 39’ López 90+2’ (rig.) Gomis |

### UEFA Europa League

#### Play-off
| Arbitro: | Matej Jug |

|  |           |                                                |
|  | Marcatori | 17’ Gameiro 71’ Bahebeck 90’ Ceará 90+1’ Menez |

| Arbitro: | Kristinn Jakobsson |

|                           |           |  |
| Nenê 65’ Afoun 79’ (aut.) | Marcatori |  |

#### Fase a gironi
| Arbitro: | Luca Banti |

|                                      |           |             |
| Nenê 35’ (rig.) Bodmer 44’ Menez 67’ | Marcatori | 87’ Sekagya |

| Arbitro: | Bas Nijhuis |

|                             |           |  |
| Gabilondo 20’ Susaeta 45+1’ | Marcatori |  |

| Bratislava 20 ottobre 2011, ore 21:05 UTC+2 | Slovan Bratislava | 0 – 0 referto | Paris Saint-Germain | Štadión Pasienky (7.238 spett.)\| Arbitro: \| Lee Probert \| |
| Arbitro:                                    | Lee Probert       |               |                     |                                                              |

| Arbitro: | Mark Courtney |

|             |           |  |
| Pastore 63’ | Marcatori |  |

| Arbitro: | Liran Liany |

|                            |           |  |
| Jantscher 20’ Švento 90+4’ | Marcatori |  |

| Arbitro: | Matej Jug |

|                                                    |           |                         |
| Pastore 21’ Bodmer 41’ Pérez 85’ (aut.) Hoarau 90’ | Marcatori | 3’ Aurtenetxe 55’ López |